# Ollainville (Essonne)
Ollainville  [olɛ̃vil] je francouzská obec v departementu Essonne, v regionu Île-de-France, 31 kilometrů jihozápadně od Paříže.

## Geografie
Sousední obce: Marcoussis, Linas, Bruyères-le-Châtel, Saint-Germain-lès-Arpajon, Égly a Arpajon.
Obcí protékají řeky Rémarde, Orge a Boëlle; potoky Rué a Villange.

## Vývoj počtu obyvatel
Počet obyvatel

## Slavní obyvatelé
- Charles Eugène Gabriel de La Croix de Castries (1727-1801), maršál Francie

## Partnerská města
- Tutbury, Spojené království